# Gonzalo de Villa y Vásquez
Gonzalo de Villa y Vásquez SJ (ur. 28 kwietnia 1954 w Madrycie) – hiszpański duchowny rzymskokatolicki działający w Gwatemali, od 2020 arcybiskup Santiago de Guatemala.

## Życiorys
Święcenia kapłańskie przyjął 13 sierpnia 1983 w zgromadzeniu jezuitów. Po święceniach pracował w Ameryce Środkowej, przede wszystkim jako wykładowca uniwersytecki i seminaryjny. Był także delegatem środkowoamerykańskiej prowincji zakonu i przełożonym gwatemalskich domów zakonnych.
9 lipca 2004 został prekonizowany biskupem pomocniczym Santiago de Guatemala ze stolicą tytularną Rotaria. Sakrę biskupią otrzymał 25 września 2004.
28 lipca 2007 otrzymał nominację na biskupa Sololá–Chimaltenango. Ingres odbył się 22 września 2007.
W 2017 został wybrany przewodniczącym gwatemalskiej Konferencji Episkopatu. 9 lipca 2020 otrzymał nominację na arcybiskupa Santiago de Guatemala. Ingres odbył 3 września 2020 roku.